# Сахара (мультфильм)
Саха́ра (англ. Sahara) — французско-канадский 3D компьютерный приключенческий анимационный фильм 2017 года, снятый Пьером Коре и распространяемый StudioCanal. Фильм был выпущен 18 января 2017 года и получил неоднозначные отзывы критиков, хваливших его визуальные эффекты, юмор, музыку и хореографию, но осуждающих его сюжет и темп.

## Сюжет
В пустыне, где кобр называют «пыльниками», кобра Аджар и его лучший друг, скорпион Питт, крадут арбуз у верблюда, но его забирает кобра постарше по имени Саладин. Саладин часто унижает этот дуэт и считает его изгоями. Аджар, уставший быть «неудачником», решает, что им следует отправиться в Оазис, пристанище для богатых и очень искушенных зеленых змей, но для пыльников это запрещено.
Аджар маскируется под зеленую змею, а затем входит в Оазис вместе с Питтом. Он встречает зеленую змею по имени Ева, которая замаскировалась под пыльника, чтобы сбежать из Оазиса. Затем они попадают в засаду птиц-секретарей, действующих как охрана Оазиса, которые преследуют их до края обрыва. Ева и Аджар прыгают со скалы и попадают в реку. Маскировки смываются водой, раскрывая истинные внешности обоих змей. Будучи пыльником, Аджар не умеет плавать и чуть не тонет, но его спасает Ева, которая приводит его в чувство. После этого Аджар и Ева становятся друзьями, и Аджар влюбляется в Еву, но затем Ева попадает в плен к заклинателю змей и кожевнику по имени Омар.
Аджар бросается в погоню, однако он и Питт попадают в плен к Вождю, одной из птиц-секретарей, охраняющих Оазис. Двое доставляются на птичью базу, где Вождь и другие птицы угрожают убить их. Однако Аджар использует змею по имени Гэри, являющуюся братом Евы, в качестве заложника, и они сбегают на спине одной из птиц-секретарей. Питт случайно жалит птицу, она теряет сознание, и троица продолжает идти на земле.
Тем временем Ева встречает других змей, пойманных Омаром, в том числе близнецов коралловых змей, Лулу Белль и Лили Белль, очаровательную зеленую змею по имени Джордж, белую змею по имени Пьетра, которая не любит ее, но приветствует ее, как и другие, и красный питон по имени Рита. Змеи рассказывают Еве о своих профессиях, а затем Омар выводит их всех, где играет на флейте. Ева пытается сбежать от Омара, но звук флейты гипнотизирует её и она возвращается. Когда змей возвращают в корзину, Пьетра предлагает Еве способ сбежать через дыру в корзине, пытаясь избавиться от нее. Однако обоих ловит Омар. Он заставляет их соревноваться в танцах. Ева побеждает, а Пьетру кладут в корзину со змеями, с которых в дальнейшем снимет кожу.
Гэри, Аджар и Питт, продолжая поиски, попадают в пещеру, где их встречают Светлячки . Король светлячков пытается заманить их в качестве добычи, и троица чудом убегает. Вскоре после этого они садятся в джип с туристами, но их обнаруживают, и Питт отделяется от остальных. Затем они находят быстро говорящую морскую рыбку, которая оставляет им название Суксуквиль, а затем уходит. Аджар и Гэри находят оазис, где они останавливаются на ночь и постепенно становятся друзьями после того, как Аджар рассказывает, что он и Питт - единственные друзья, которые у них есть (поскольку семья Питта была убита туарегами), а Гэри говорит, что у него вообще нет друзей. Питт остается в лагере туристов, где присоединяется к группе скорпионов.
На утро, Аджар и Гэри находят колодец в оазисе. Они спускаются на ведре, спасаясь от песчаной бури, а затем прибывают в город. Они следуют объявлениям Омара, чтобы добраться до его магазина, где Аджар видит Еву и других змей, запертых в клетке, и Джорджа, обнимающего Еву. Приняв встречу за романтическую, Аджар почти отказывается от своих поисков, однако Гэри переубеждает его. Аджар, при помощи Гэри отворачивает вентилятор на потолке и он падает на аквариумы со змеями, выпуская их. Омар видит это и бежит за флейтой, но Аджар выхватывает ее и убегает.
Омар преследует Аджара по городу, где бушует песчаная буря. Аджар взбирается на вершину мечети, где Омар пытается схватить флейту, но ломает ее. Он хватает Аджара, чтобы не упасть со здания, но кожа Аджара отрывается, и Омар исчезает в песчаной буре. Буря утихает, и Аджар падает на платформу внизу. Его находят Ева и Гэри, но считают его погибшим, но затем он просыпается. Ева понимает, что Аджар пересек ради нее пустыню, и они целуются. Затем появляется Омар, но теряет сознание после укола от Питта. Он знакомит их с Эмили, скорпионом из группы, с которой он останавливался ранее. Аджар, Ева, Эмили, Питт, Гэри и Пьетра уезжают на туристической машине.
Когда фургон уезжает, быстро говорящая морская рыба появляется рядом с верблюдом и говорит ему, что Аджар и Ева могут вернуться и жить долго и счастливо в Оазисе и учить пыльников и Зеленых Змей жить вместе на равных, но он утверждает, что понятия не имеет, произойдёт это или нет.

## Актёрский состав
- Омар Си и Роберт Нейлор — Аджар
- Луан Эмера и Анджела Галуппо — Ева
- Франк Гастамбид и Даниэль Брошу — Питт
- Венсан Лакост и Марк Хаузер — Гэри
- Фабьен Марсо и Брэди Моффат — Омар
- Рошди Зем и Мэтью Маккей — Саладин
- Джонатан Ламберт и Ричард Дюмон — Майкл
- Мари-Клод Пьетрагалла и Надя Верруччи — Пьетра
- Матильда Сенье и Соня Болл — Рита, Лулу Белль
- Жан Дюжарден и Эндрю Шейвер — Джордж
- Майкл Юн и Рик Джонс — Песчаная рыба
- Кловис Корнилак и Рик Джонс — Король светлячков
- Рим Керичи — Александра
- Артур Холден — сержант (птица-секретарь)
- Рамзи Бедиа и Терренс Скаммелл — главный начальник (птица-секретарь)
- Мэтью Стефиук — змеиный орел (птица-секретарь)
- Элана Дункельман — Эмили, Лили Белль
- Сабрина Уазани — Александра

## Производство
Озвучивание Аджара было для Омара Си сложным из-за того, что персонаж был змеей-подростком и Омару нужно было выразить волнение, хрупкость и неуверенность в себе.

## Награды
Фильм «Сахара» был номинирован и назван в категории «Лучший анимационный фильм» на Les Cesar Academy 2018. Это был первый французский анимационный фильм в прокате в 2017 году.

## Рекомендации
1. ↑  Box-office France : Cinquante nuances plus sombres meilleur démarrage de 2017 (15 февраля 2017). Дата обращения: 19 марта 2019. Архивировано 15 февраля 2017 года.
2. ↑  "Sahara" : peau de serpent pour Omar Sy, Louane et Frank Gastambide. Дата обращения: 19 марта 2019. Архивировано 26 декабря 2020 года.